# Umiak

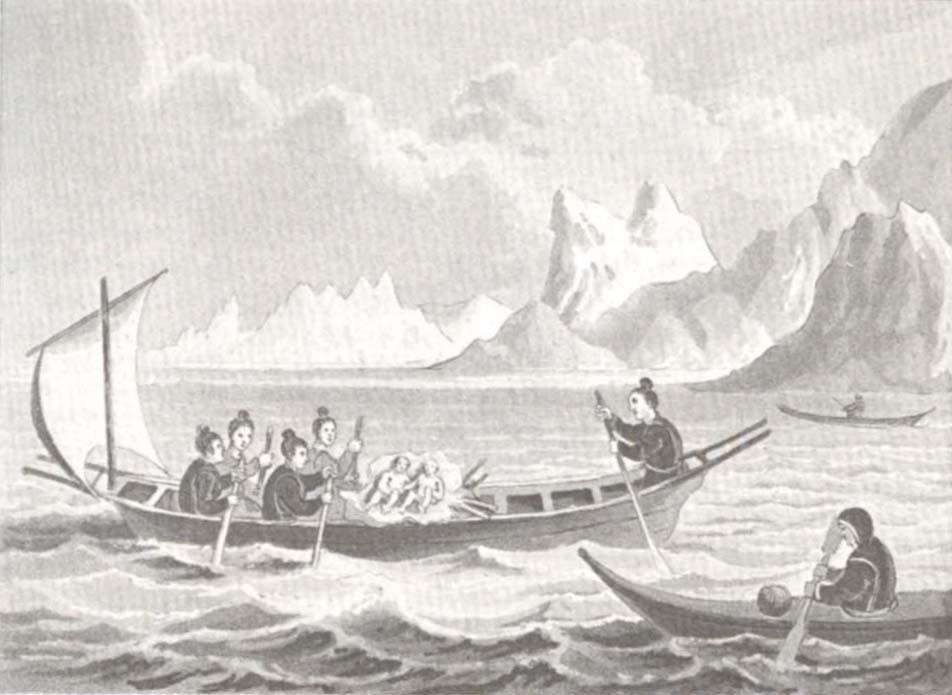
Umiak (Stich von David Cranz, 1770)

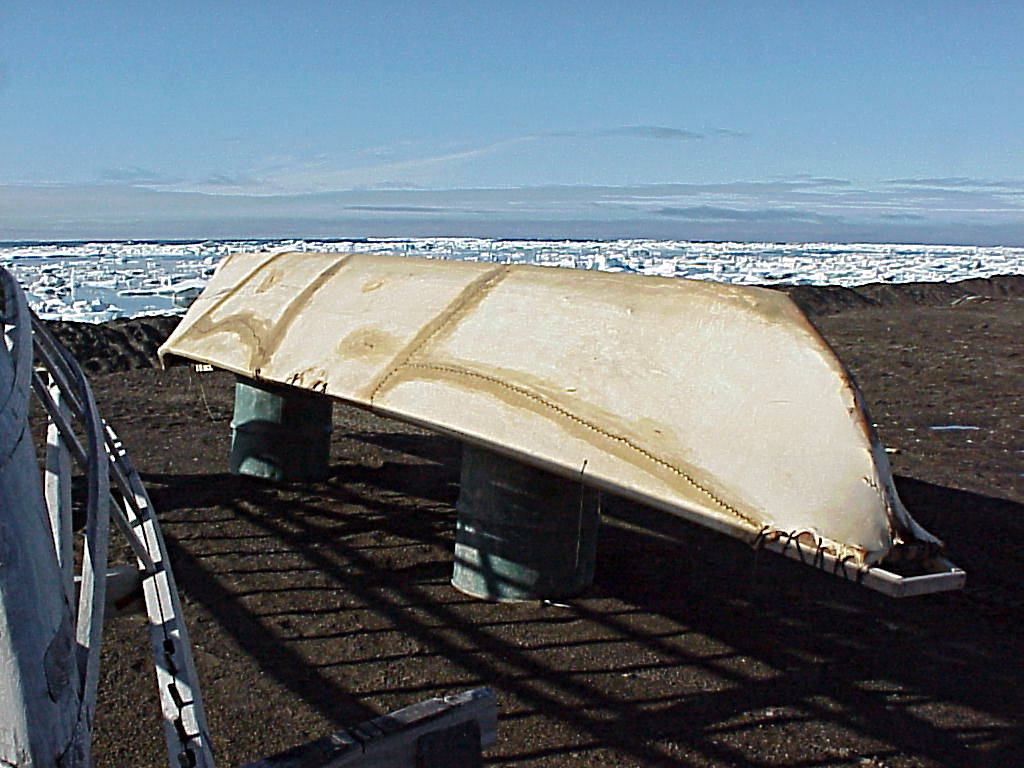
Umiak in Utqiaġvik

Der Umiak (grönländisch: Umiaq, Inuktitut: ᐅᒥᐊᖅ, Plural Umiat oder ᐅᒥᐊᑦ), häufig als großes Boot oder weil meist von Frauen gerudert, als Frauenboot bezeichnet, ist ein offenes Robbenfellboot, das die Eskimos verwendeten, als ihnen noch keine aus dem Süden eingeführten Boote zur Verfügung standen. Bei der „Entdeckung“ des bis dahin weitgehend isolierten Ostgrönlands durch den dänischen Entdecker Gustav Frederik Holm im Jahr 1884 spielten Umiaks eine große Rolle; die Fahrt dorthin wurde deshalb als Frauenbootexpedition bekannt.

## Verwendung
Für die Eskimos war während ihrer nomadischen Lebensweise ein großes Boot unverzichtbar, das ihnen beim Überwinden breiter Gewässer nicht nur den Transport ganzer Familien, sondern auch den ihrer Habe wie Schlittenhunde, Hundeschlitten, Zelte, Waffen und anderer Gerätschaften ermöglichte. Während das Kajak überwiegend von Männern benutzt und im Wesentlichen zur Jagd eingesetzt wurde, diente der Umiak hauptsächlich als Reiseboot, das meist von den Frauen gerudert und den Männern gesteuert wurde. Falls sich das Kajak bei der Jagd auf große Wale, etwa den Grönlandwal, als ungeeignet erwies, wurde der Umiak ebenfalls eingesetzt. Nicht selten wurde das Boot auf Reisen als provisorisches Schlafzelt genutzt, indem es umgedreht und anstelle eines aufzubauenden Zeltes verwendet wurde.
Der älteste, auf die Zeit um 1500 datierte Umiak wurde in Nordostgrönland gefunden; der Umiak diente also schon den Menschen der Thule-Kultur. In Ostgrönland und in Nordostkanada war der Umiak noch in den 1930er-Jahren in Gebrauch. Er wurde dann immer mehr durch im Süden produzierte Kanus mit Außenbordmotoren („freighter canoes“) und kleinere Motoryachten ersetzt. 

## Bauart
Der Umiak wurde in der gesamten Arktis verwendet; Größe und Bauart wiesen dabei regionale Unterschiede auf. In Alaska, wo der Einsatz beim Walfang im Vordergrund stand, wurden wendige schmale Boote gebaut. In Ostkanada und in Grönland entstanden dagegen größere und massivere Transportboote, die bis zu 30 Personen aufnehmen konnten; üblicherweise wurden die Boote jedoch mit einer Länge von bis etwa acht Meter und einer Breite von bis etwa 1,50 Meter für fünf bis 20 Personen konstruiert. Die Fortbewegung durch Rudern wurde gelegentlich von einem kleinen Segel unterstützt; einen Kiel hatten die Boote nicht.